# Saint-Méen
Cet article concerne une commune du Finistère. Pour la commune d'Ille-et-Vilaine, voir Saint-Méen-le-Grand. Pour le saint, voir Méen (abbé).
Saint-Méen [sɛ̃mɛ̃] (en breton : Sant-Neven) est une commune française située dans le département du Finistère, en région Bretagne.

## Géographie

### Description
Saint-Méen est situé dans le Léon à environ 5 km à l'est-sud-est de Lesneven, à une dizaine de km à vol d'oiseau au sud de la plage de Keremma située sur le littoral de la Manche. Le finage communal est limité à l'Ouest par le Quillimadec, petit fleuve côtier qui se jette dans la Manche entre Kerlouan et Guissény, à l'est par la Flèche, autre petit fleuve côtier, en fait un ruisseau, et un de ses affluents, le territoire communal occupant une partie de l'interfluve, ce qui explique sa forme en gros rectangulaire, les limites Nord et Sud, de longueur beaucoup plus courte, passant à travers le plateau du Léon. Les altitudes s'échelonnent de 93 mètres, dans l'angle sud-est du territoire communal, près de la ferme du Tiriennou, à 14 mètres, là où le ruisseau de la Flèche quitte le finage communal pour entrer dans celui de Plouider en direction de Pont-du-Châtel. Le bourg de Saint-Méen est à 58 mètres d'altitude.

### Communes limitrophes
| Lesneven    | Plouider     | Plounévez-Lochrist |
| Trégarantec | Saint-Méen   | Lanhouarneau       |
| Ploudaniel  | Plounéventer | Saint-Derrien      |

### Hydrographie
Pour un article plus général, voir Réseau hydrographique du Finistère.
La commune est située dans le bassin Loire-Bretagne. Elle est drainée par le Quillimadec, la Flèche, le ruisseau le Quillimadec et divers autres petits cours d'eau,.
Le Quillimadec, d'une longueur de 22 km, prend sa source dans la commune de Plounéventer et se jette  dans la Manche à Guissény, après avoir traversé dix communes. 

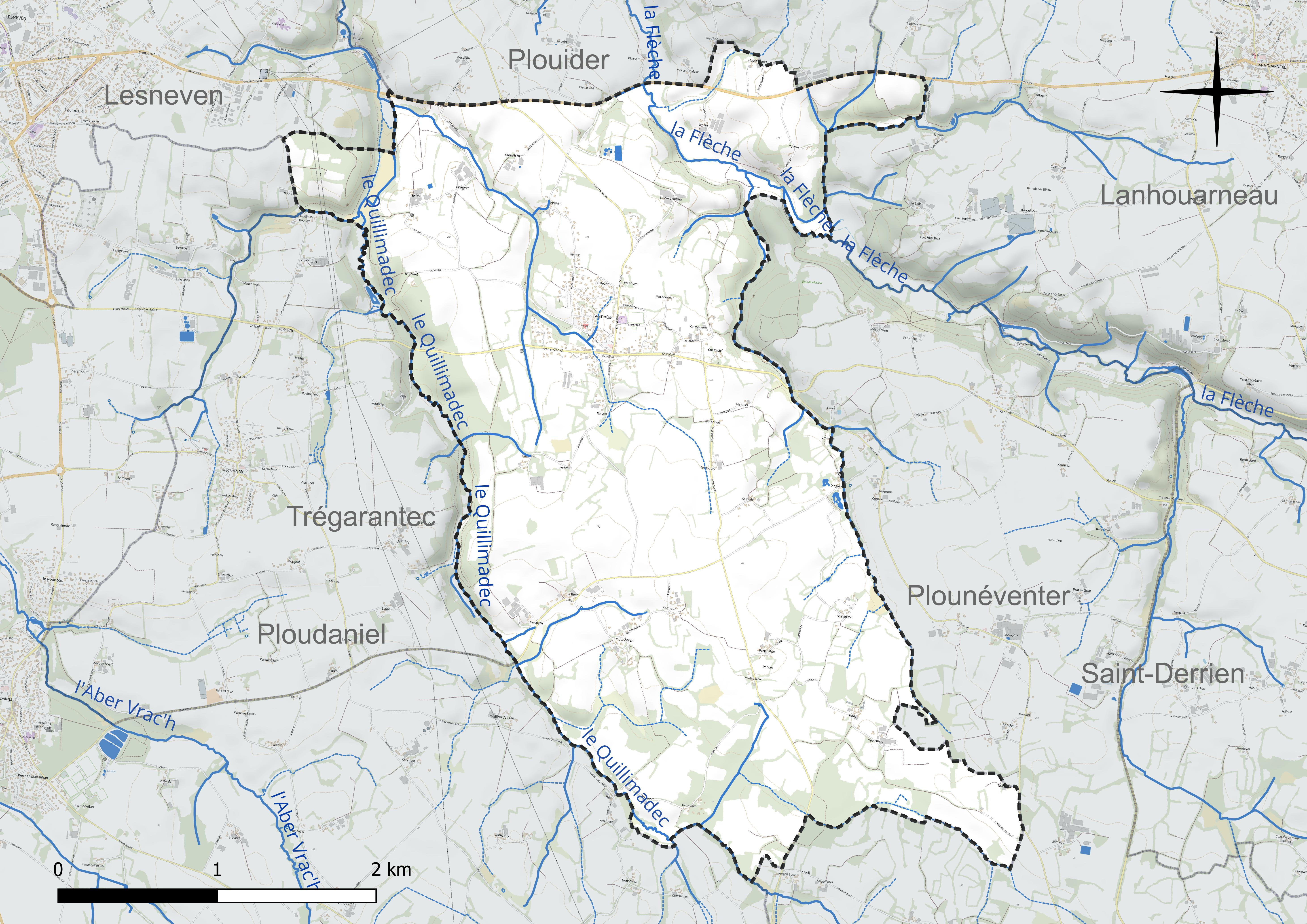
Réseau hydrographique de Saint-Méen.

La Flèche, d'une longueur de 23 km, prend sa source dans la commune de Bodilis et se jette  dans la Manche en limite de Tréflez et de Goulven, après avoir traversé dix communes. 

### Climat
Pour des articles plus généraux, voir Climat de la Bretagne et Climat du Finistère.
En 2010, le climat de la commune est de type climat océanique franc, selon une étude du CNRS s'appuyant sur une série de données couvrant la période 1971-2000. En 2020, Météo-France publie une typologie des climats de la France métropolitaine dans laquelle la commune est exposée à un climat océanique et est dans la région climatique  Finistère nord, caractérisée par une pluviométrie élevée, des températures douces en hiver (6 °C), fraîches en été et des vents forts. Parallèlement l'observatoire de l'environnement en Bretagne publie en 2020 un zonage climatique de la région Bretagne, s'appuyant sur des données de Météo-France de 2009. La commune est, selon ce zonage, dans la zone « Monts d'Arrée », avec des hivers froids, peu de chaleurs et de fortes pluies.  
Pour la période 1971-2000, la température annuelle moyenne est de 11,5 °C, avec  une amplitude thermique annuelle de 9,9 °C. Le cumul annuel moyen de précipitations est de 1 049 mm, avec 16,2 jours de précipitations en janvier et 8,3 jours en juillet. Pour la période 1991-2020, la température moyenne annuelle observée sur la station météorologique la plus proche, située sur la commune de Ploudaniel à 4 km à vol d'oiseau, est de 11,6 °C et le cumul annuel moyen de précipitations est de 1 146,8 mm,. Pour l'avenir, les paramètres climatiques de la commune estimés pour 2050 selon différents scénarios d'émission de gaz à effet de serre sont consultables sur un site dédié publié par Météo-France en novembre 2022.

## Urbanisme

### Typologie
Au 1er janvier 2024, Saint-Méen est catégorisée commune rurale à habitat dispersé, selon la nouvelle grille communale de densité à 7 niveaux définie par l'Insee en 2022.
Elle est située hors unité urbaine. Par ailleurs la commune fait partie de l'aire d'attraction de Brest, dont elle est une commune de la couronne,. Cette aire, qui regroupe 68 communes, est catégorisée dans les aires de 200 000 à moins de 700 000 habitants,.

### Occupation des sols
L'occupation des sols de la commune, telle qu'elle ressort de la base de données européenne d'occupation biophysique des sols Corine Land Cover (CLC), est marquée par l'importance des territoires agricoles (80,9 % en 2018), en diminution par rapport à 1990 (84,5 %). La répartition détaillée en 2018 est la suivante : 
zones agricoles hétérogènes (35,3 %), terres arables (28,4 %), prairies (17,2 %), forêts (15,5 %), zones urbanisées (3,6 %). L'évolution de l'occupation des sols de la commune et de ses infrastructures peut être observée sur les différentes représentations cartographiques du territoire : la carte de Cassini (XVIIIe siècle), la carte d'état-major (1820-1866) et les cartes ou photos aériennes de l'IGN pour la période actuelle (1950 à aujourd'hui).

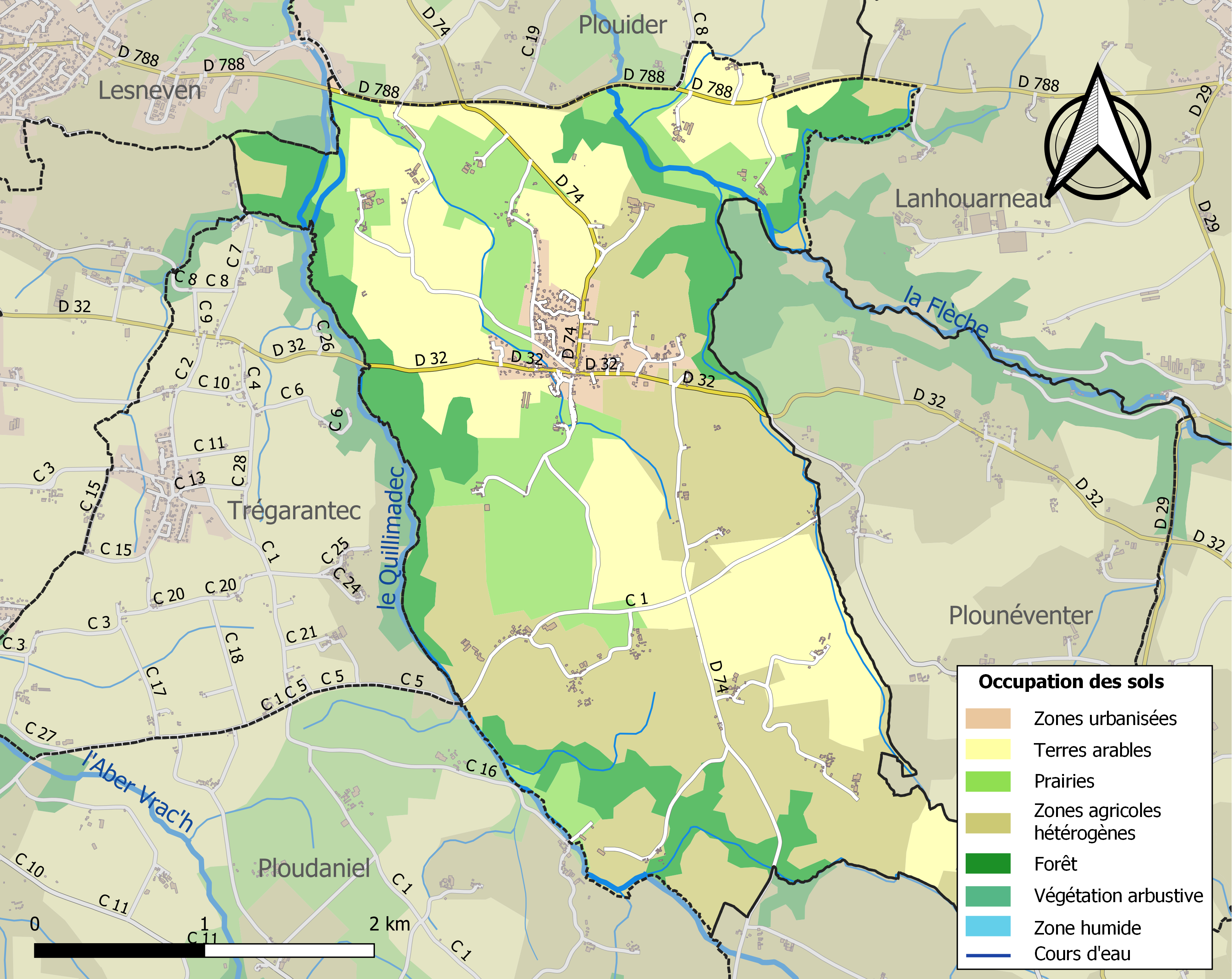
Carte des infrastructures et de l'occupation des sols de la commune en 2018 (CLC).

## Toponymie
Le nom de la localité s'est par le passé écrit Saint-Neven à l'époque où ce n'était encore qu'une trève de Ploudaniel.
La paroisse doit son nom à saint Méen, à qui saint Arnoc aurait dédié l'église initiale.

« Pendant son épiscopat, il (Saint Arnoc) fit construire deux églises dans la paroisse de Ploudaniel et les dédia aux deux meilleurs amis qu'avait eus le roi son père, l'une à saint Méen, l'autre à saint Éloi,. »

## Histoire

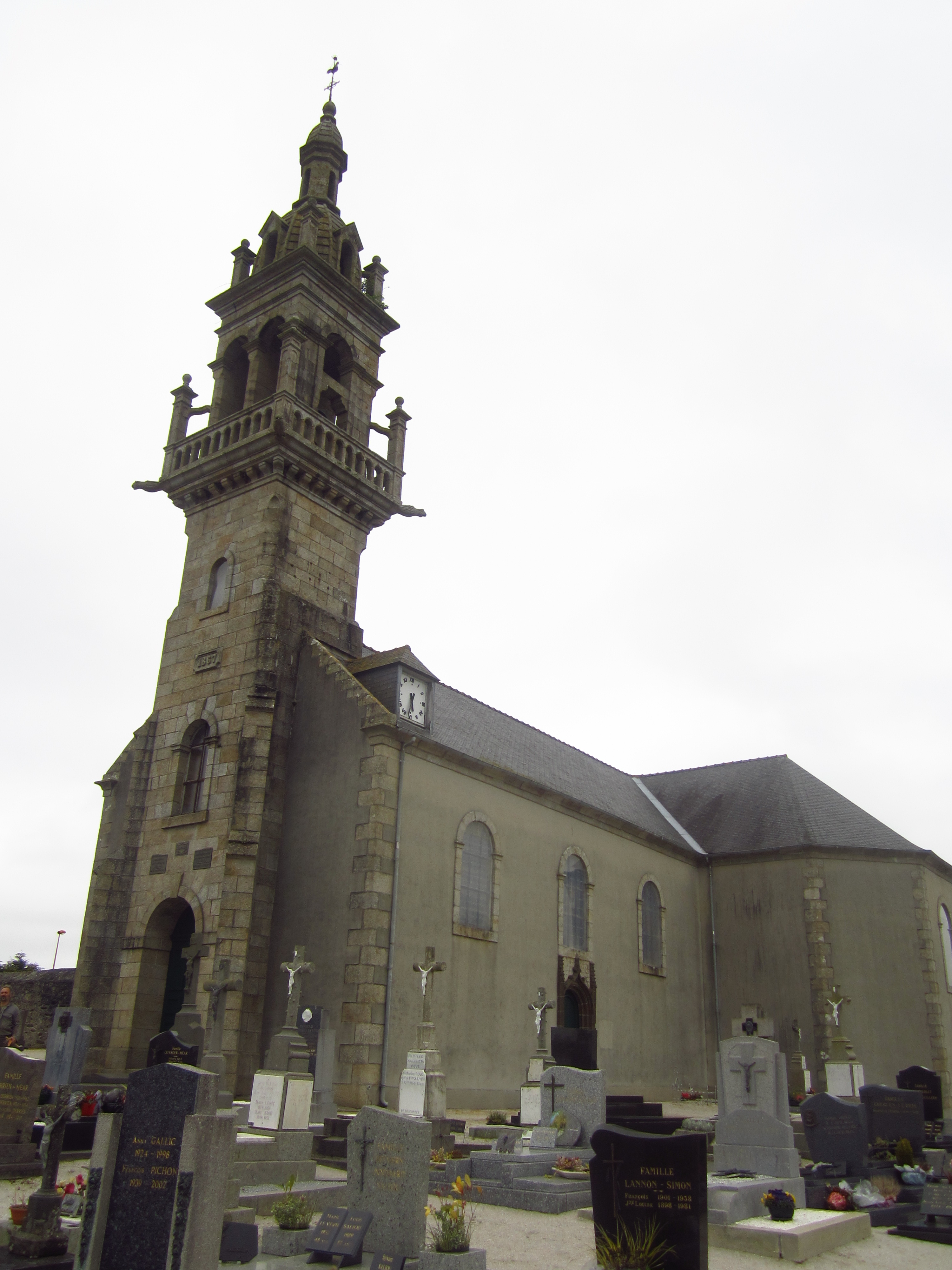
L'église Saint-Méen.

### Moyen Âge
Saint-Méen était une trève de Ploudaniel et faisait partie de l'archidiaconé de Kemenet-Ily relevant de l'évêché de Léon.

### Époque moderne
En 1644, les fidèles de la trève de Saint-Méen se rassemblèrent dans le cimetière de Ploudaniel afin de demander à l'évêque de Léon le droit d'avoir leurs propres fonts baptismaux, afin de pouvoir baptiser leurs enfants sans avoir besoin de se rendre à l'église-mère de Ploudaniel. Ce droit leur fut apparemment accordé puisque les fonts baptismaux datent de 1644.

### Révolution française
Le Tiers-état de la trève de Saint-Méen envoya deux députés, Guillaume Corbé et Hervé Grant, pour la réaction du cahier de doléances de la sénéchaussée de Lesneven.
En 1791, la commune de Saint-Méen est créée, totalement détachée donc de celle de Ploudaniel, et prend le nom de Méen-la-Forêt. Son église est alors en ruines, et le premier recteur de Saint-Méen bénéficia de l'aide d'un notable, Emmanuel Pons-Dieudonné Las Cases (fils du célèbre Emmanuel de Las Cases, mémorialiste de Napoléon Ier à Sainte-Hélène), car celui-ci devint amoureux d'Henriette de Kergariou, originaire des environs de Lannion, mais dont la famille possédait le manoir de Coz Castel en Saint-Méen qui aurait abrité leurs amours et où leur fils serait né le 8 juin 1800. La paroisse est touchée rabaissée au rang de succursale de celle de Ploudaniel entre 1803 et 1807 avant de redevenir une paroisse de plein exercice.
Vers 1846, Saint-Méen s'agrandit au détriment de Ploudaniel en annexant la section de Gorré-ar-Barrez. Son territoire a été à nouveau agrandi en 1954 lors de l'annexion de onze hameaux de Plouider.

### LeXIXesiècle
A. Marteville et P. Varin, continuateurs d'Ogée, décrivent ainsi Saint-Méen en 1853 :

« Commune formée de l'ancienne trève de Ploudaniel, aujourd'hui succursale. (...) Principaux villages : le Tourellès, Pratguen, Penarguër, Poulloupri. Maisons importantes : manoir des Tourelles, Vieux-Châtel, Kermérien. Superficie totale : 429 ha dont (...) terres labourables 470 ha, prés et pâtures 37 ha, bois 31 ha, vergers et jardins 2 ha, landes et incultes 160 ha (...). Moulins : 2 (à eau, de Brennel, de Vieux-Châtel). Géologie : gneiss au nord du bourg. On parle le breton. »

En 1846, Saint-Méen annexe la section de Gorré-ar-Barrez, qui appartenait jusque-là à la commune de Ploudaniel.
En 1880, le peintre Camille Bernier fonde l'école de filles Sainte Anne, en souvenir de son épouse décédée Lucie Emélie (née Gautier). Il en confie la direction aux Filles du Saint Esprit.
Un rapport du Conseil général du Finistère indique en août 1880 que Saint-Méen fait partie des 27 communes de plus de 500 habitants du Finistère qui n'ont encore aucune école de filles.

### LeXXesiècle

#### Le siège de l'école et l'expulsion des Sœurs en août 1902

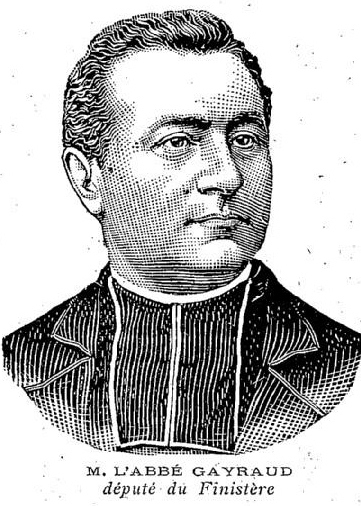
L'abbé Hippolyte Gayraud, député du Finistère entre 1897 et 1911.

Les 17 et 18 août 1902, la décision du gouvernement d'Émile Combes d'appliquer avec rigueur la loi du 1er juillet 1901 sur les associations, et en particulier l'expulsion des congrégations religieuses en vertu de la Loi sur les Congrégations entraîne des troubles importants dans de nombreuses communes, entre autres dans le Léon et plus particulièrement à Ploudaniel et au Folgoët, ainsi qu'à Saint-Méen. Les conseils municipaux de Ploudaniel, Le Folgoët et Saint-Méen votent à l'unanimité une protestation contre la fermeture des écoles congréganistes (la congrégation des Filles du Saint-Esprit, qui tenait l'école, refuse de se dissoudre).
Le journaliste A. Janne, aussi journaliste au journal La Croix, a décrit, de manière évidemment totalement favorable aux protestataires, dans un long article paru dans le "Bulletin des Congrégations" les évènements, une véritable scène d'émeute, qui se sont déroulés ces jours-là à Saint-Méen, l'abbé Gayraud, député du Finistère, galvanisant la résistance des fidèles.
Ces mêmes événements sont jugés de façon diamétralement opposée par les partisans de la laïcité ; en témoigne par exemple cette charge violente écrite par Jean Cricq :

« La farce dangereuse et sinistre, montée par [les agitateurs catholiques : MM. de Mun, Gayraud, de Cuverville] à grand renfort de bolées de cidre et de verres d'eau-de-vie de pomme, dans le but de faire croire que la France, qui applaudissait en 1762 au renvoi des Jésuites par le Roi, s'indigne en 1902 de voir la République se débarrasser de congrégations insolentes, est en effet terminée. Ploudaniel, Le Folgoët et Saint-Méen, les trois dernières citadelles de l'obscurantisme, de ce Finistère encore soumis à la néfaste influence du clergé romain, ont enfin cédé. Les Sœurs qui y tenaient garnison, au mépris, disons-le en passant, des ordres exprès de leurs supérieures conventuelles, se sont décidées à partir en criant : Vive l'Armée ! (un cri qui eût sans doute un peu surpris le « Divin Maître » apôtre de douceur disant que « celui qui se sert de l'épée périra par l'épée »), tandis que leurs partisans inondaient cette même armée de boue et d'immondices et lui manifestaient leur respect en épierrant les officiers et les soldats chargés d'assurer force à la loi. »

De même, Laurent Tailhade écrit une charge violente contre les manifestants : « Croisade fécale, ainsi que fut déjà nommé le soulèvement des peuplades alcooliques du quadrilatère formé au nord de Brest par Le Folgoët, Lesneven, Plougastel (sic) et Saint-Méen.
La rentrée des classes de septembre 1902 fut difficile : le journal "La Presse" indique qu'à Saint-Méen 272 enfants ne sont pas scolarisés, le temps de trouver des instituteurs civils pour remplacer les Filles du Saint-Esprit.
Mme Camille Bernier veuve fera, en vain, un recours devant le Conseil d'État contre cette expulsion.

#### La Première guerre mondiale
Le monument aux morts de Saint-Méen porte les noms de 35 soldats morts pour la France pendant la Première Guerre mondiale.

#### LaSeconde Guerre mondiale
Le 14 juillet 1944, neuf résistants sont arrêtés par des hommes du Kommando de Landerneau : François Kerbrat (de Landivisiau), Jean Lamandé (de Saint-Méen), Jean Berlivet, Jean Gouriou, Joseph Nicolas, Louis Berthou (tous les quatre de Lambézellec), Robert Le Page (de Saint-Marc), Jean Le Bris (de Brest) ; l'agriculteur chez qui ils étaient cachés, Louis Thépaut, est fusillé et sa maison incendiée et sont fusillés par les Allemands à Saint-Méen dans un immeuble dépendant de la ferme de Kerougon. La croix de Kerougon, édifiée vers 1950 dans un petit enclos, porte une plaque indiquant "Aux neuf fusillés du 14 juillet 1944 au maquis de Kerougon, requiescant in pace".

#### L'après Seconde Guerre mondiale
L'ouverture d'une école privée catholique de garçons en 1947 entraîna la fermeture de l'école publique l'année suivante car elle n'avait plus que quatre élèves, les enfants de l'instituteur.
Selon Hervé Lossec « en 1948, à Saint-Méen, huit enfants sur dix ne connaissait pas le français en arrivant à l'école ; quatre ans plus tard c'est l'inverse : seulement deux sur dix ne connaissent pas le français. » D'après l'écrivain, « c'est cette arrivée brutale du français dans la région qui a provoqué l'émergence progressive des bretonnismes que l'on retrouve toujours dans le parler courant et même de temps en temps dans les quotidiens régionaux ».
En 1954, la commune de Saint-Méen a annexé onze hameaux qui appartenaient jusque-là à la commune de Plouider.

## Héraldique
| Blason de Saint-Méen | Blason  | De sinople à la fasce d'or chargée d'un lion morné de sable, accompagnée de trois mouchetures d'hermine d'or rangées en chef et d'une mitre du même en pointe.                                                                        |
| Blason de Saint-Méen | Détails | Le statut officiel du blason reste à déterminer. |
| Blason de Saint-Méen | Alias   | D'azur à la Vierge à l'Enfant, assise sur un siège antique, le tout d'or. La variante que l'on retrouve dans les divers armoriaux (Armoiries des villes de Bretagne, Michel Froger) et Geobreizh est, en fait, le blason de l'abbaye. |

## Politique et administration
| Période   | Période  | Identité           | Étiquette | Qualité       |
| --------- | -------- | ------------------ | --------- | ------------- |
| 1945      | 1952     | Hervé Page         |           |               |
| 1958      |          | Le Bras            |           |               |
| 1969      | 1971     | François Guéguen   |           |               |
| 1971      | 1983     | René Cariou        |           |               |
| 1983      | 2014     | Jean-Yves Salaun   |           |               |
| mars 2014 | mai 2020 | Jacques Croguennec | DVD       | Fonctionnaire |
| mai 2020  | En cours | Louis Beaugendre   |           | Retraité      |

## Démographie
| 1793 | 1800 | 1806 | 1821 | 1831 | 1836 | 1841 | 1846 | 1851 |
| ---- | ---- | ---- | ---- | ---- | ---- | ---- | ---- | ---- |
| 322  | 240  | 262  | 268  | 297  | 335  | 338  | 705  | 686  |

| 1856 | 1861 | 1866 | 1872 | 1876 | 1881 | 1886 | 1891 | 1896 |
| ---- | ---- | ---- | ---- | ---- | ---- | ---- | ---- | ---- |
| 686  | 723  | 727  | 723  | 712  | 687  | 660  | 640  | 645  |

| 1901 | 1906 | 1911 | 1921 | 1926 | 1931 | 1936 | 1946 | 1954 |
| ---- | ---- | ---- | ---- | ---- | ---- | ---- | ---- | ---- |
| 672  | 663  | 654  | 613  | 670  | 679  | 686  | 609  | 600  |

| 1962 | 1968 | 1975 | 1982 | 1990 | 1999 | 2004 | 2006 | 2009 |
| ---- | ---- | ---- | ---- | ---- | ---- | ---- | ---- | ---- |
| 589  | 537  | 482  | 446  | 535  | 533  | 595  | 609  | 760  |

| 2014 | 2019 | 2022 | - | - | - | - | - | - |
| ---- | ---- | ---- | - | - | - | - | - | - |
| 890  | 926  | 941  | - | - | - | - | - | - |

## Lieux et monuments
- L'église paroissiale Saint-Méen, construite pour partie vers 1838 (le clocher à dôme porte cette date) et pour partie en 1867 (partie supérieure, due à l'architecte Joseph Bigot).
- La croix monolithe de Boulouarn date du Moyen Âge[51].
- Le calvaire de Kérougon (marquis de Kérougon) : croix et crucifix dans un petit enclos : construit dans les années 1950 en hommage aux neuf fusillés du 14 juillet 1944.
- Le calvaire du Prat-Guen : datant du  XVIe siècle. Petit enclos entouré d'une grille. Inscriptions : MISSION 1892 ; MISSION 1936 ; MISSION 1950. Une croix plus récente a été ajoutée au sommet[52].
- Le calvaire de Coz-Castel : le Christ y est entouré de la Vierge et de saint Jean. Ce  calvaire, qui se trouvait originellement dans le village de Guennéroc, appartenait à la famille Miorcec de Kerdanet, qui en fit don à la commune en 1879[53]. Il a été sculpté par Roland Doré.
- Le manoir de Mespérennès (Mespérennez), construit entre le XVe siècle et le XVIIIe siècle, se trouvait alors dans la paroisse de Plouider ; il a appartenu successivement aux familles de Saint-Denis, de Touronce, de Kersauzon et de Trécesson[54].
- Les vestiges de l'ancien manoir de Morizur (occupé uniquement par des paysans à partir de 1721 et qui se trouvait alors lui aussi dans la paroisse de Plouider)[55].
- Le monument aux morts de 1914-1918.

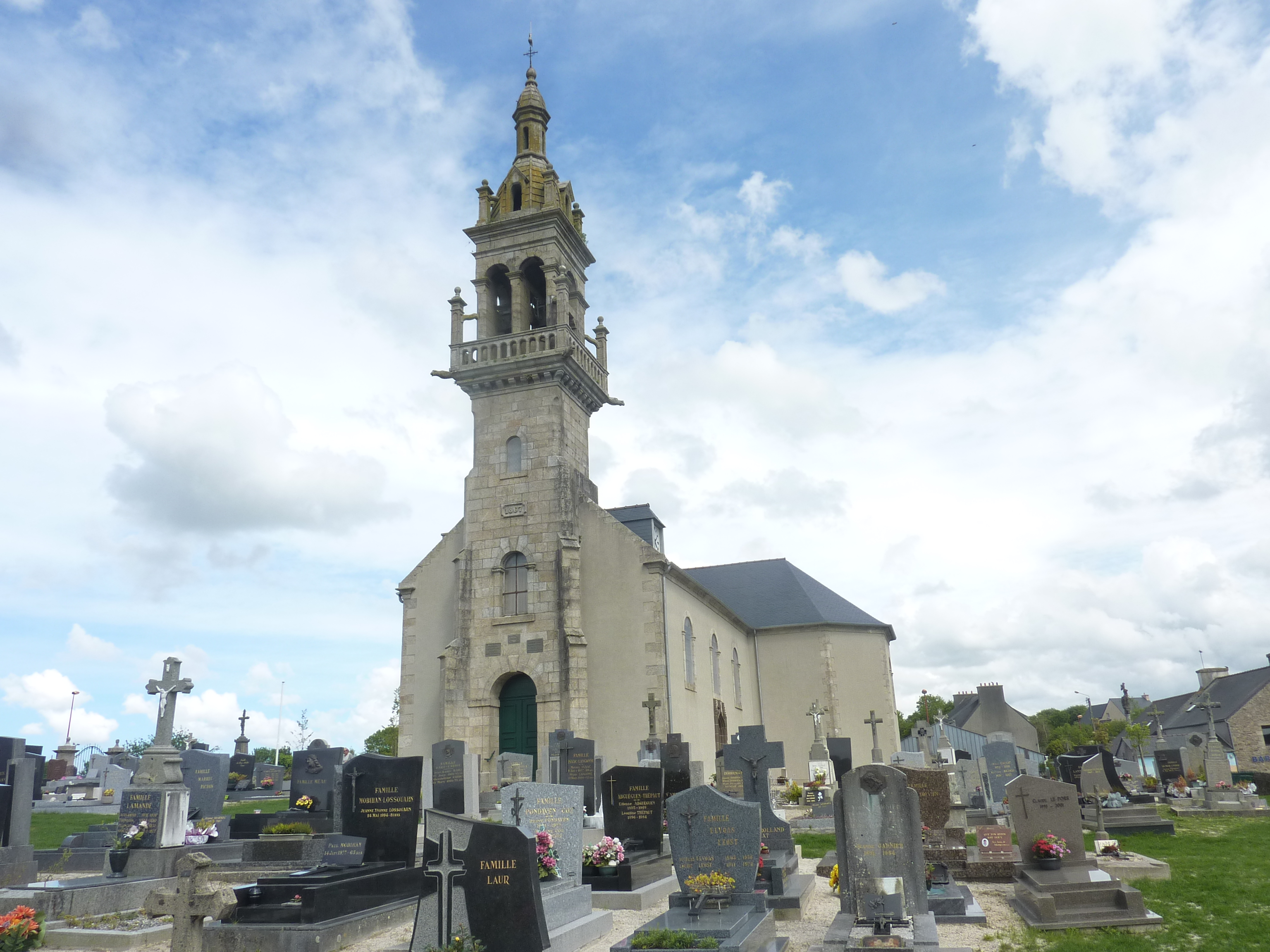
Saint-Méen : l'église paroissiale au milieu du cimetière et son clocher à dôme (date du XIXe siècle)
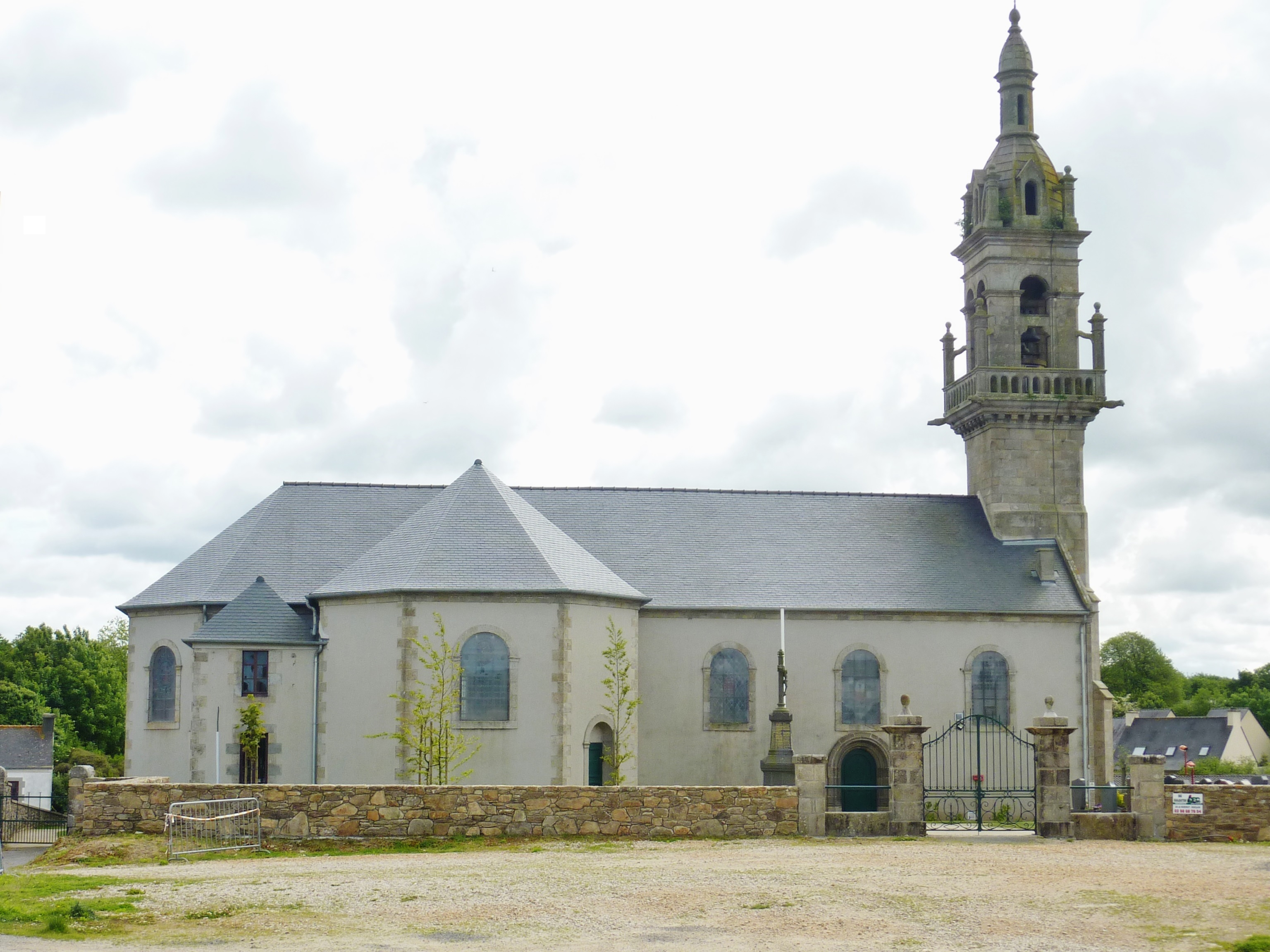
Saint-Méen : l'église paroissiale vue du côté nord
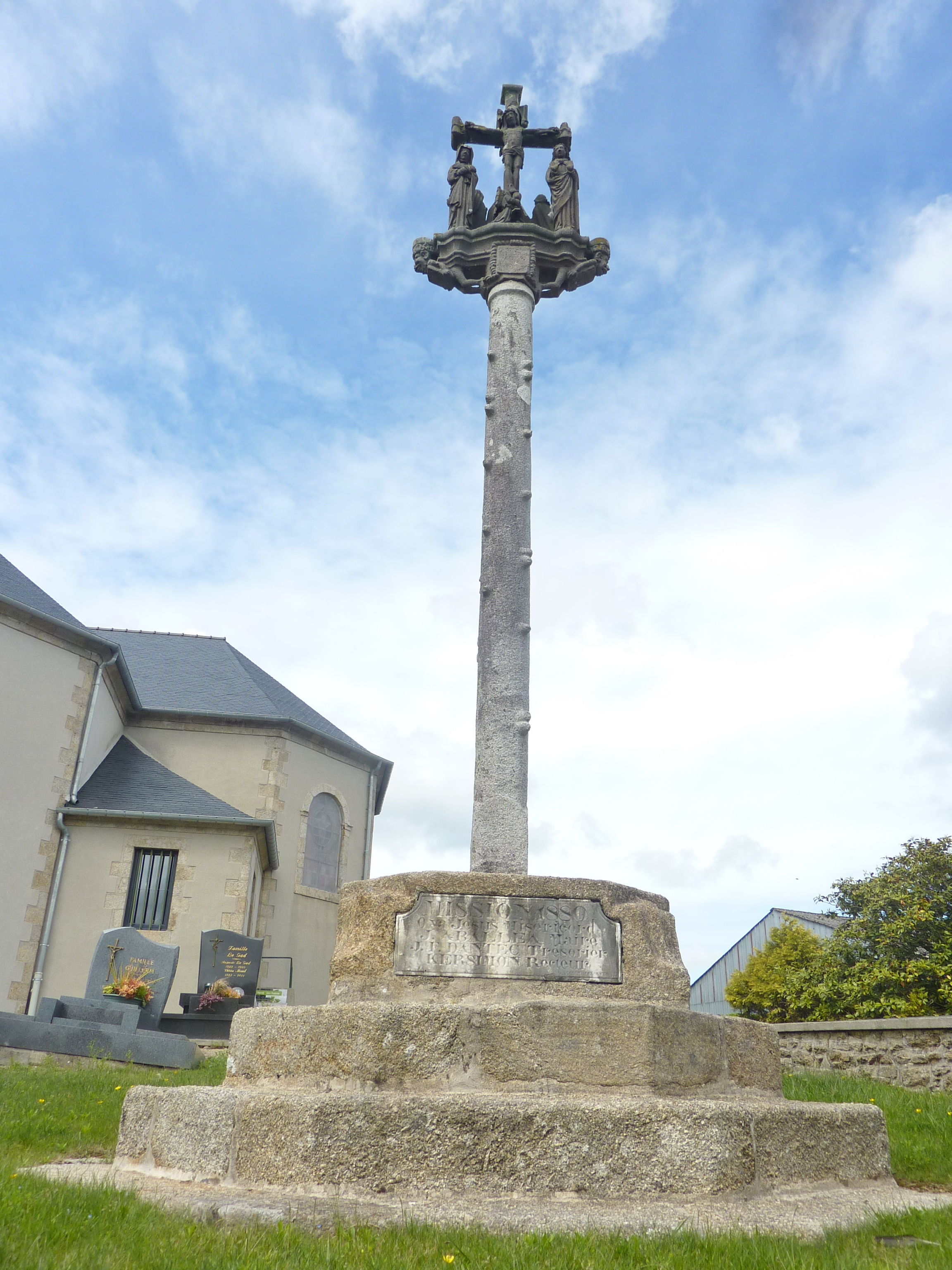
Saint-Méen : le calvaire du cimetière (XVIe siècle) et sa plaque commémorant la mission de 1880
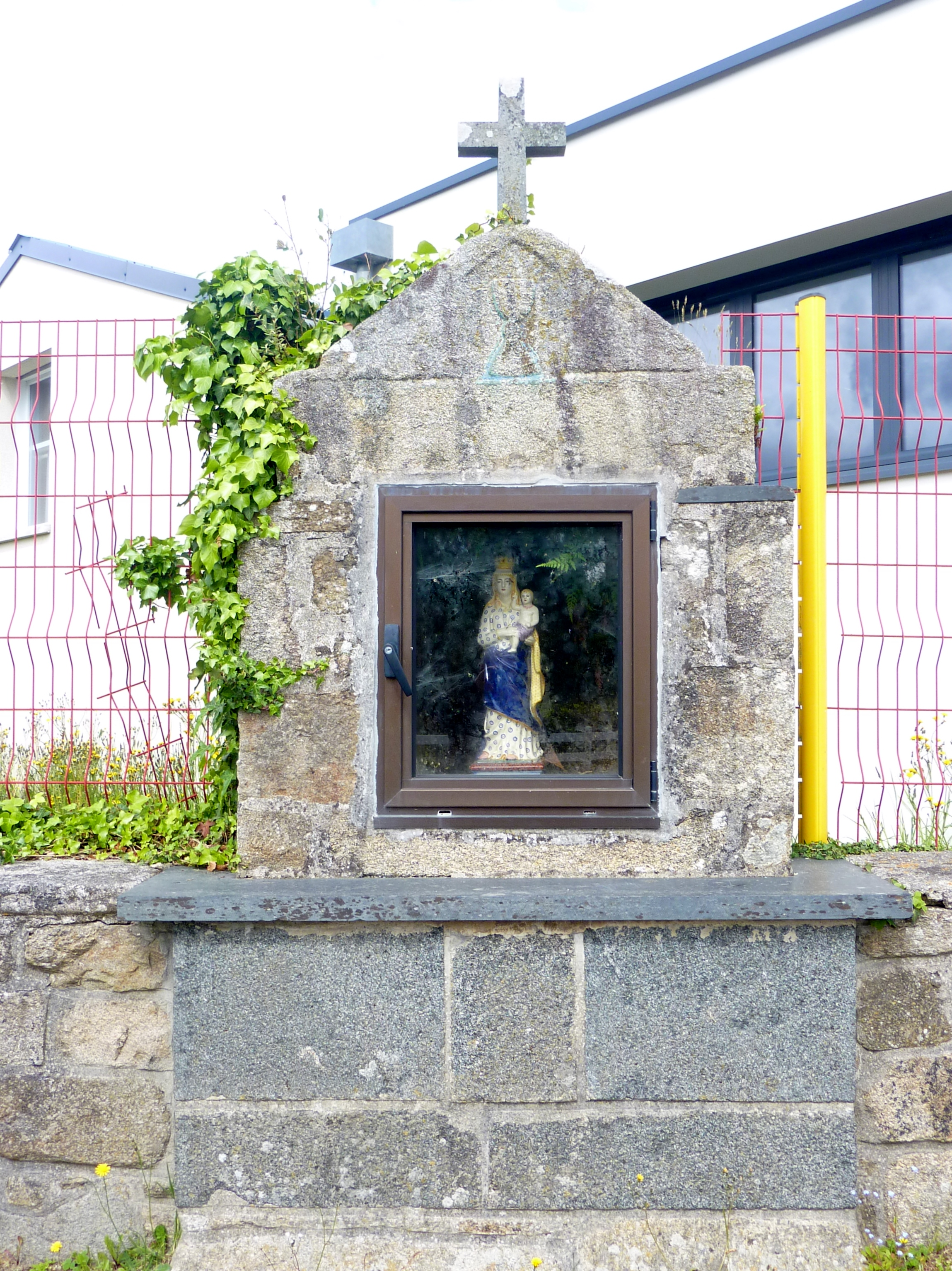
Saint-Méen : oratoire présentant une statue d'une Vierge à l'Enfant
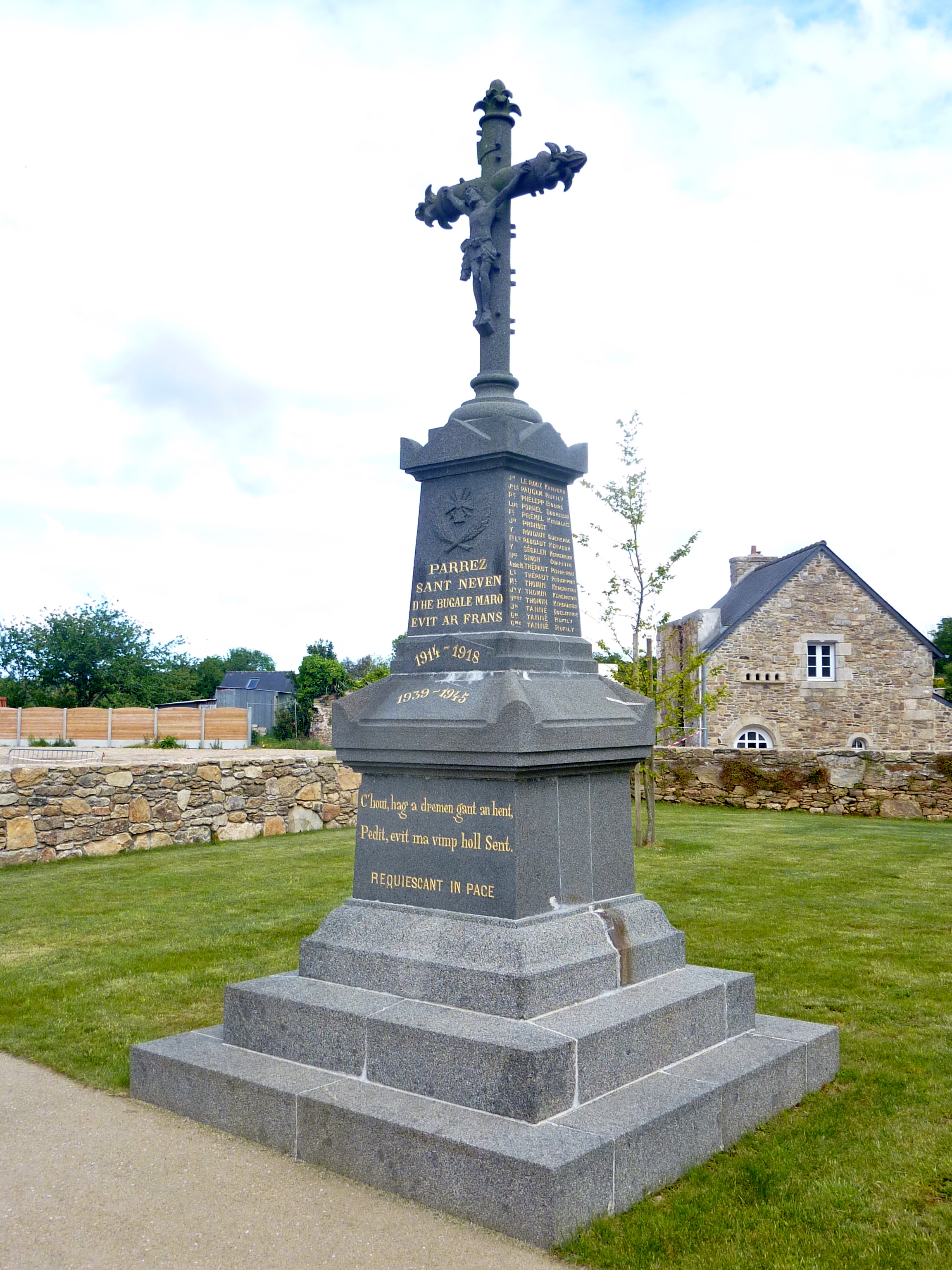
Saint-Méen : le monument aux morts, surmonté d'une croix
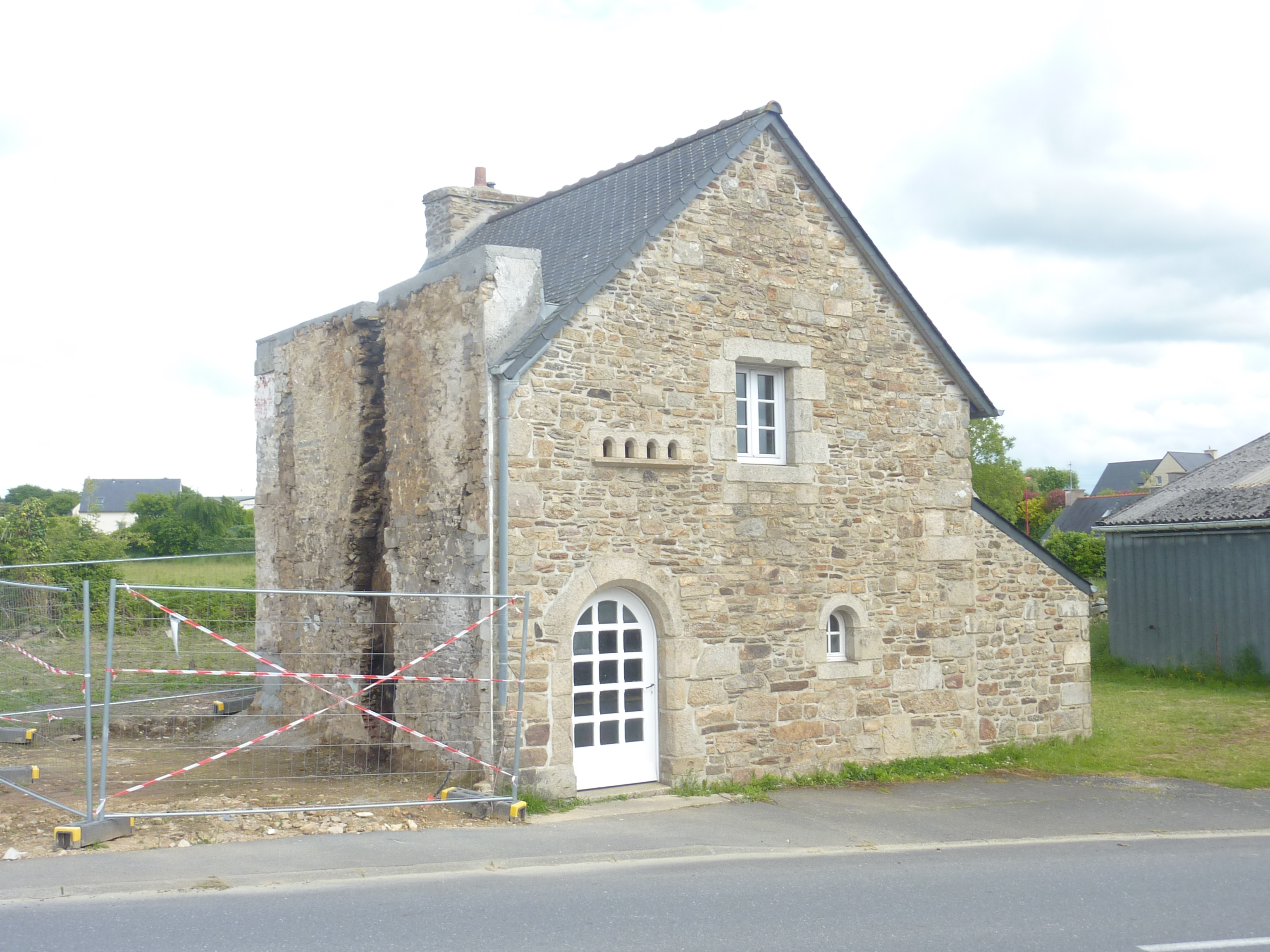
Saint-Méen : maison ancienne dans le bourg, possédant un pigeonnier en façade
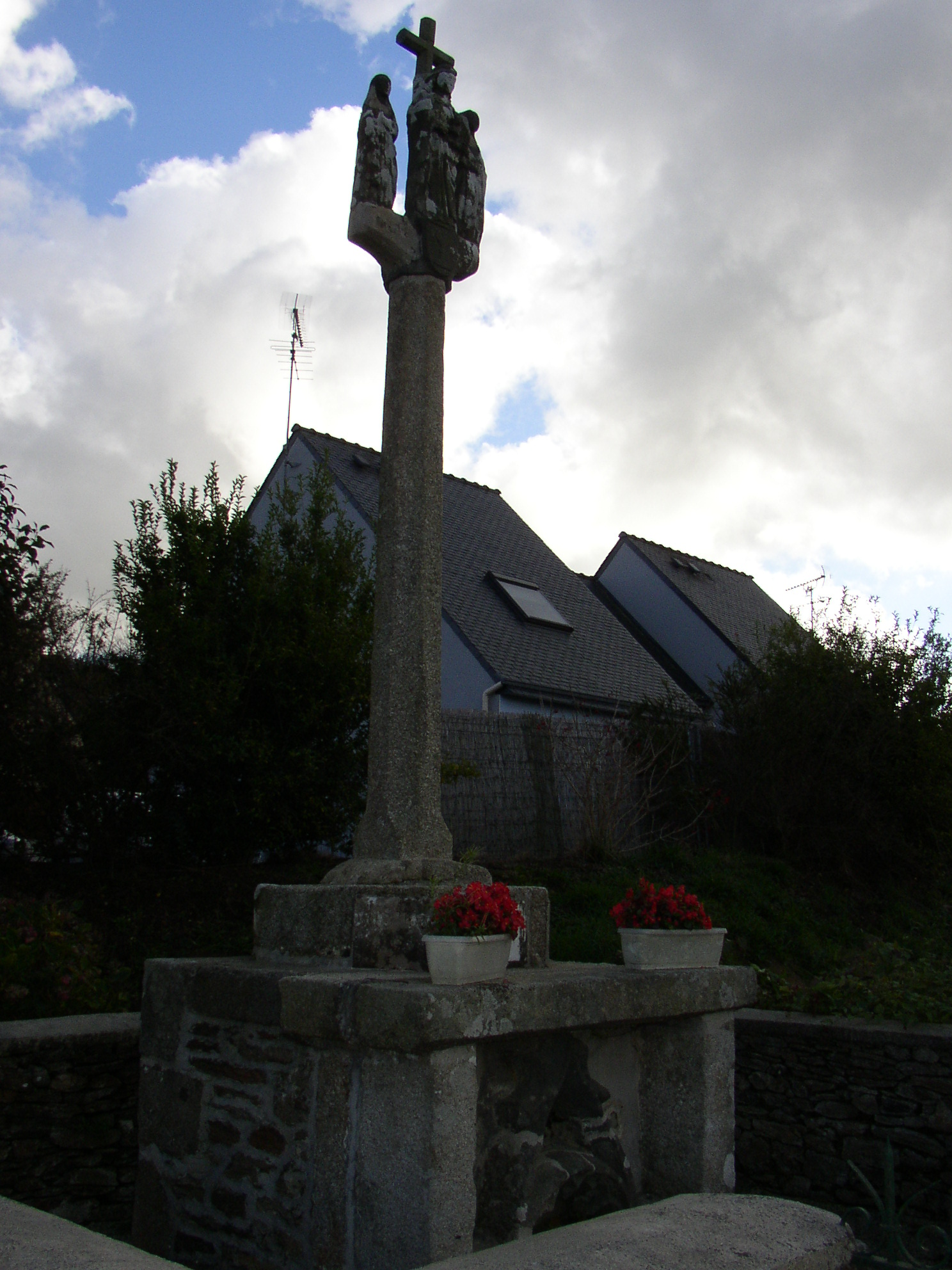
Le calvaire du Prat-Guen.
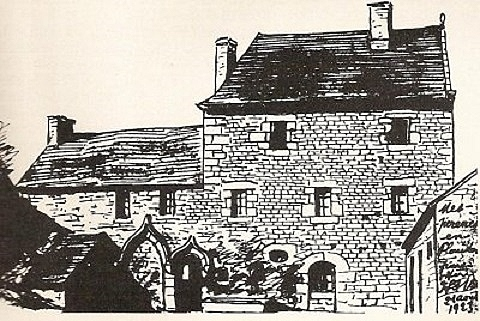
Le manoir de Mespérennez (dessin de Louis Le Guennec)

## Langue bretonne
- En breton, le nom de la commune est Sant-Neven.
- En réponse à une enquête épiscopale organisée en 1902 par Mgr Dubillard, évêque de Quimper et de Léon en raison de la politique alors menée par le gouvernement d'Émile Combes contre l'utilisation du breton par les membres du clergé, le recteur de Saint-Méen écrit : « Il n'y a pas une famille dans la paroisse où on parle le français, pas une seule »[56].
- Le 9 janvier 1903, Manac'h, curé de Saint-Méen, fait partie des 31 prêtres du diocèse de Quimper dont les traitements[57] sont retenus par décision du gouvernement Combes « tant qu'ils ne feront pas emploi de la langue française dans leurs instructions et l'enseignement du catéchisme » car ils utilisaient le breton[58].
- Le maire de Saint-Méen, Pierre Dantec, écrit au préfet : « Ici, monsieur le préfet, tout le monde, sans exception, parle le breton, rien que le breton ; il n'y a pas dans la commune une famille, une seule, dans laquelle on parle français »[59].
- La signature de la charte « Ya d'ar brezhoneg », en faveur de la langue bretonne, a été signée le 22 mai 2009, en même temps que celles des communes de Lesneven et Ploudaniel.

## Personnalités liées à la commune
- Emmanuel de Las Cases (1766-1842), historien français, connu notamment pour son recueil des mémoires de Napoléon Ier lors de son exil forcé sur l'ile de Sainte Hélène : Le Mémorial de Sainte-Hélène. Il épouse son amie d'enfance Henriette de Kergariou, fille de Pierre-Joseph de Kergariou (décédé à Quiberon en 1795), en août 1799 à Saint-Méen.
- Pierre André Grobon (1767-1815), général des armées de la République et de l'Empire, mort des suites de ses blessures reçues au combat le 7 juin 1815.
- Camille Bernier (1823-1902) : le peintre, qui séjourne chaque année à Kerlagadic en Bannalec à partir de 1866, a possédé le manoir de Coz-Castel en Saint-Méen.

## Légende
Une légende intitulée La belle et le Romain a été résumée ainsi :

« Le roi romain de Kerilien en Plounéventer, voulut épouser la très jolie fille d'Izur, un seigneur de Saint-Méen, qui n'avait aucune intention de la lui donner. La fille, guère plus enthousiaste à l'idée de ce mariage, fixa une condition au Romain : elle avait envie que la laine noire des moutons de son père devienne toute blanche pour qu'elle puisse en tisser sa robe de mariée. Si son prétendant sortait vainqueur de l'épreuve, elle lui accorderait sa main. Sans doute ignorant de la couleur naturelle des ovins armoricains, le Romain se mit bravement à la tâche. Penché sur son lavoir, il frotta, lava, frotta encore, et lava toujours, sous les encouragements sincères de sa belle. Tous les soirs, elle rentrait chez son père tandis qu'il continuait à frotter et à laver... On imagine le sourire de la rusée ! Après quelques semaines de ce régime, le Romain mourut d'épuisement et de désespoir sans que l'occupant pût reprocher quoi que ce fût à Izur et à sa fille. »

## Jumelage
La commune de Saint-Méen est jumelée avec la commune de Thiéfosse dans le département des Vosges.

## Associations
- Football : Le FC. Saint Méen.
- Comité d'animation.
- Club des 2 Vallées.
- École Saint-Joseph: OGEC et APEL.
- Chorale La Mévennaise
- Comité de Jumelage St Méen - Thiéfosse
- Union des Anciens Combattants
- Hend an Hent (Randonnées)
- Société de Chasse
- 1 Pierre 2 Coups
- Mautalanoa (Découverte de la culture des îles de Wallis et Futuna)
- Chapi Chapo MAM (Maison d'Assistantes Maternelles)